# Gorica, Krško
Gorica este o localitate din comuna Krško, Slovenia, cu o populație de 287 de locuitori.